# Giardino botanico alpino di Campo Imperatore
Il giardino botanico alpino di Campo Imperatore "Vincenzo Rivera" è un giardino botanico alpino situato a 2 117 metri di altitudine al margine occidentale di Campo Imperatore, nel parco nazionale del Gran Sasso e Monti della Laga e all'interno del territorio comunale dell'Aquila.
Realizzato a partire dal 1950, per iniziativa di Vincenzo Rivera, è il secondo giardino alpino più alto d'Europa. È una struttura associata dell'Università degli Studi dell'Aquila ed è riconosciuto come sito di interesse regionale.

## Storia

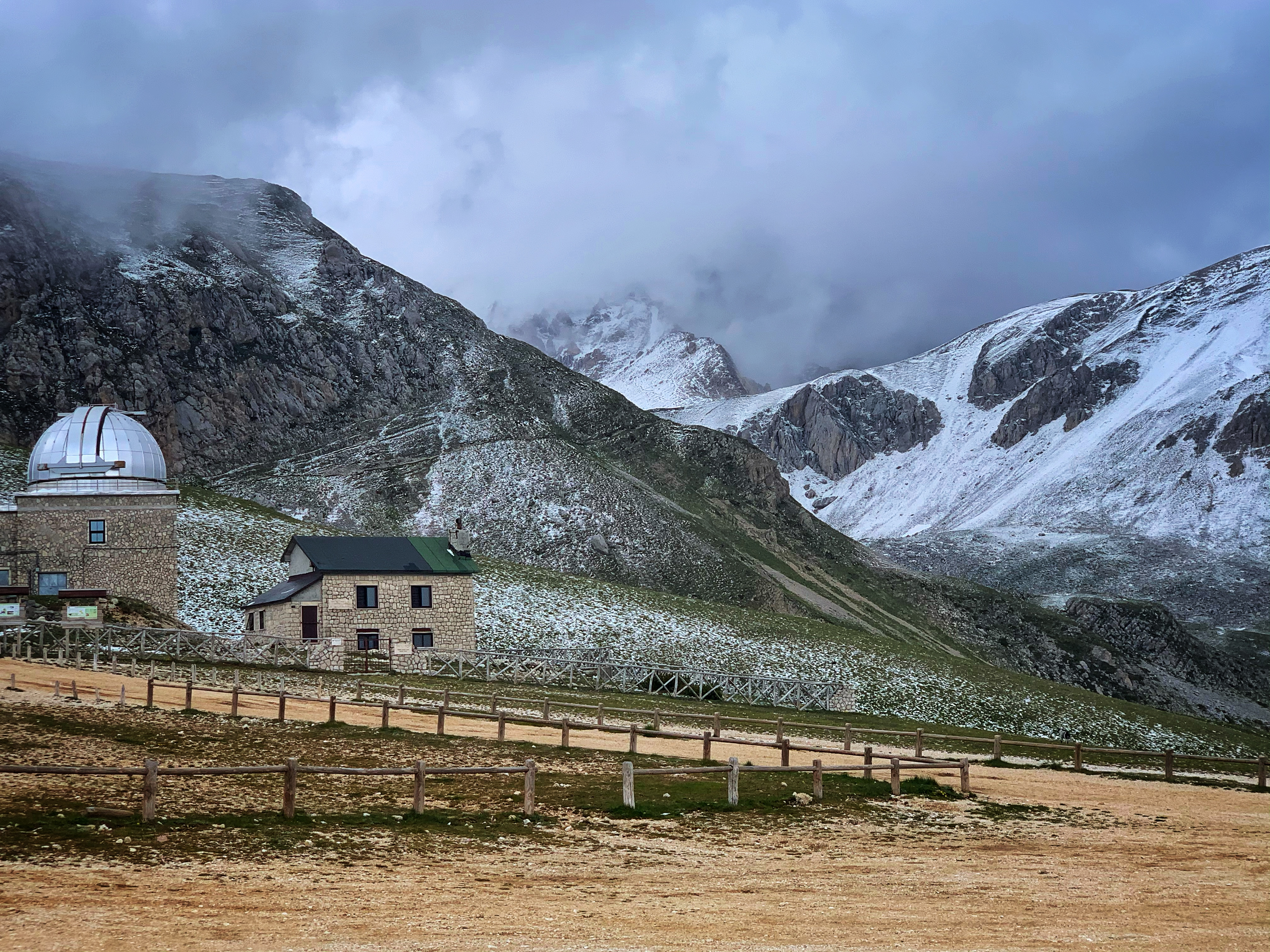
Il giardino con l'osservatorio

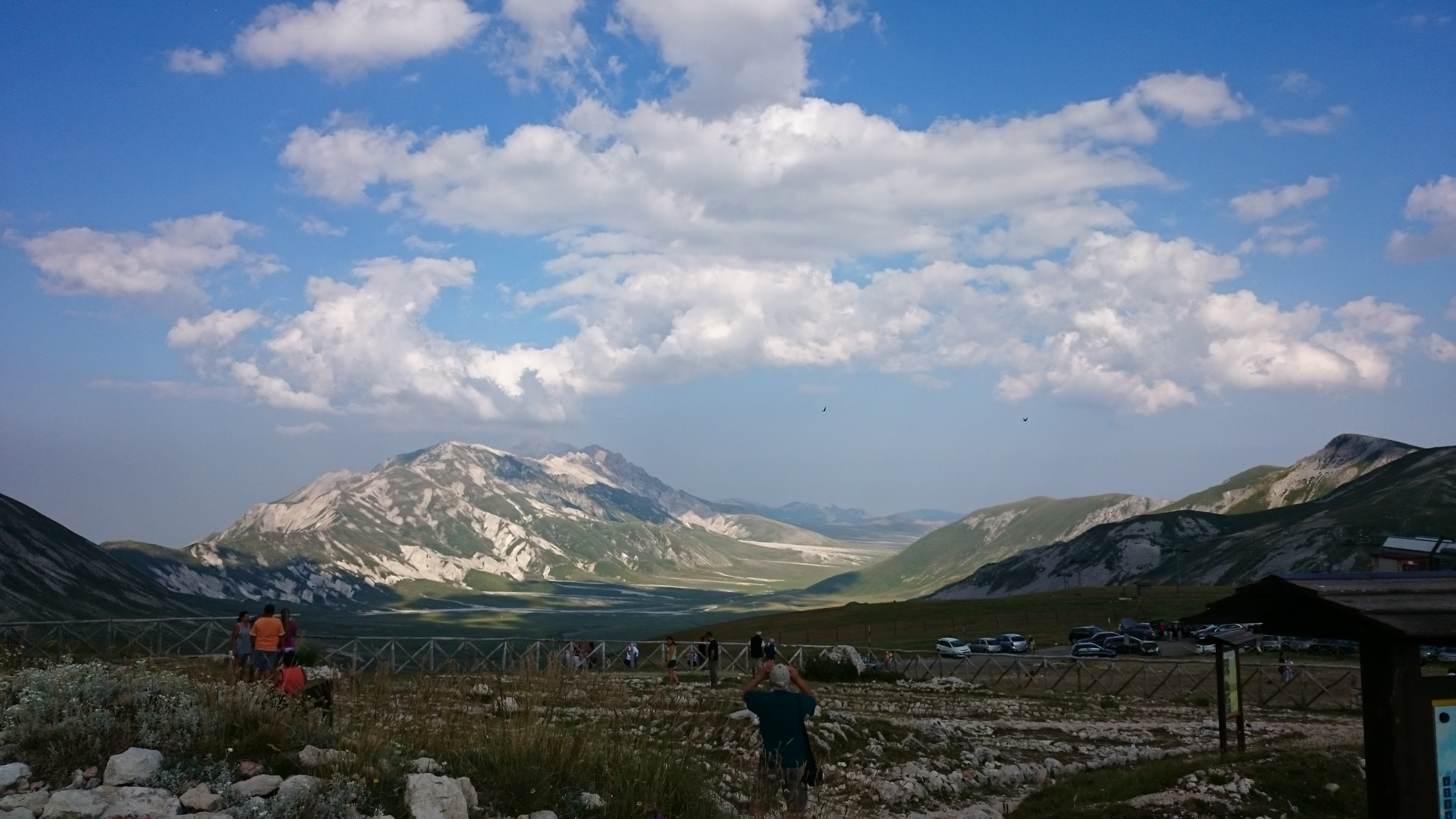
Vista del Gran Sasso dal giardino

Nel 1949, Vincenzo Rivera ― già docente di botanica presso l'Università di Roma ― contribuì al distaccamento, all'Aquila, di alcuni corsi universitari estivi dell'ateneo romano, che portarono poi nel 1952 all'istituzione dell'Università degli Studi dell'Aquila. In questo contesto, nel 1950, Rivera si fece promotore della realizzazione di un giardino botanico alpino a Campo Imperatore, alle pendici del massiccio del Gran Sasso d'Italia, che all'epoca risultava essere il più alto d'Europa.
Nel 1952, con la fondazione del Magisterio aquilano, il giardino ottenne il riconoscimento dal Consiglio Nazionale delle Ricerche e fu inaugurato ufficialmente. Il terreno, inizialmente di proprietà comunale, fu ceduto all'Università dell'Aquila nel 1971 venendo inoltre intitolato al professor Rivera; il sito è tuttora gestito dall'ateneo in collaborazione con il parco nazionale del Gran Sasso e Monti della Laga.
Nel 1997 il sito è stato riconosciuto di interesse regionale dalla Regione Abruzzo.

## Descrizione
Il giardino botanico alpino è situato all'estremità occidentale di Campo Imperatore, a poca distanza dall'arrivo della funivia del Gran Sasso e a ridosso dell'osservatorio astronomico. È posto oltre il limite naturale della vegetazione, ad un'altitudine di 2 117 metri s.l.m. che lo rendono il più elevato giardino degli Appennini ed il secondo più alto d'Europa dopo il giardino botanico alpino del Monte Bianco, istituito nel 1984.
Occupa una superficie complessiva di 3 500 m², dal 1992 interamente ricompresa nel parco nazionale del Gran Sasso e Monti della Laga, e contiene oltre 300 specie vegetali, quasi esclusivamente erbacee, adattate a vivere in condizioni climatiche e naturali particolarmente difficili. È suddiviso nei seguenti settori:
- sistematica;
- roccera;
- seslerieto;
- festucheto.

Il giardino dispone inoltre di una sezione museale, un centro di ricerca e una biblioteca specializzata all'interno del polo universitario dell'Aquila.
Il sito viene gestito dall'Università degli studi dell'Aquila per mezzo del Dipartimento di medicina clinica, sanità pubblica, scienze della vita e dell'ambiente, in collaborazione con il parco nazionale del Gran Sasso e Monti della Laga e l'ufficio territoriale per la biodiversità del Ministero delle politiche agricole alimentari e forestali. L'apertura al pubblico avviene solitamente nella stagione estiva.